# لاکیر ولی
لاکیر ولی (به انگلیسی: Lockyer Valley) یک منطقه در استرالیا است که در کوئینزلند واقع شده‌است. این منطقه بخشی از ناحیه جنوب شرق کوئینزلند محسوب می‌شود و بین بریزبن و توومبا قرار گرفته است. این ناحیه زمینهای مرغوب کشاورزی دارد.

## خصوصیات
لاکیر ولی ۳۸٬۳۱۲ نفر جمعیت دارد.